# Antonio Selistre de Campos
Antonio Selistre de Campos, Juiz de Direito na Comarca de Chapecó, no período de 1931 a 1947, foi um cidadão atuante e participativo no município. Ao longo de sua estadia em Chapecó, utilizou sua intelectualidade e conhecimento jurídico em prol da comunidade chapecoense. 
Antonio foi um entusiasta da preservação histórica e cultural da região. Seu desejo de criar um museu municipal para abrigar artefatos e objetos arqueológicos e etnológicos dos povos originários de Chapecó se tornou realidade com a fundação do MASC em 1974, oficializado por lei em 1978. 